# Pterodon
Pterodon (Pterodon Software, po roce 1998 Pterodon s.r.o.) byla česká společnost, která se zabývala vývojem počítačových her. V roce 1994 ji založili Jarek Kolář a Michal Janáček. V roce 2006 se spojila se společností Illusion Softworks (nynější 2K Czech).

## Vydané hry
- 1994 – Tajemství Oslího ostrova (PC), adventura.
- 1994 – 7 dní a 7 nocí (PC), adventura.
- 1998 – Hesperian Wars (PC), realtimová strategie
- 2000 – Flying Heroes (PC), akční fantasy hra
- 2003 – Vietcong (PC), válečná střílečka z první osoby, prodáno přes 1 milion kopií, čímž je jednou z nejlépe prodávaných českých počítačových her v historii[2]
- 2004 – Vietcong: Fist Alpha – 1. datadisk k prvnímu dílu
- 2004 – Vietcong: Purple Haze – zahraniční kompilace Vietcongu a Vietcong: Fist Alpha
- 2004 – Vietcong: Red Dawn – 2. datadisk k prvnímu dílu
- 2005 – Vietcong 2 (PC), válečná střílečka z první osoby, pokračování prvního dílu